# Кожухово (Брянская область)
Кожухово — опустевший поселок в Клинцовском районе Брянской области, в составе Лопатенского сельского поселения.

## География
Находится в западной части Брянской области на расстоянии приблизительно 11 км на северо-запад по прямой от районного центра города Клинцы.

## История
Упоминался с 1920-х годов. Название поселка связано с фамилией Кожухов, а их на Брянщине было немало в 17 веке. Слово «кожух» — означат тулуп.
На карте 1941 года был отмечен как поселок с 27 дворами. Ныне известен облагороженным родником.

## Население
Численность населения: 110 человек (1926), 2 человека (2002), 0 человек (2010), 0 человек (2013).
Будет упразднен как фактически не существующий в связи с переселением всех жителей на постоянное место жительства в другие населённые пункты